# Targowiska na Rynku Głównym w Krakowie
Targowiska na Krakowskim Rynku – lista zawierająca wykaz historycznych targowisk zlokalizowanych wokół Sukiennic na całym placu/rynku. Na każdym z tych targowisk sprzedawano inny rodzaj produktów.
| Nazwa targowiska                 | Pierzeja               | Lokalizacja                                                                    | Okres funkcjonowania |
| -------------------------------- | ---------------------- | ------------------------------------------------------------------------------ | -------------------- |
| Targ Węglowy (forum carbonarium) | linia E-F              | pomiędzy ratuszem a Kamienicą Pod Kanarkiem u wylotu ul. Wiślnej               |                      |
| Rynek Ołowny (Targ Ołowiowy)     | linia E-F              | naprzeciwko Pałacu Zbaraskich u wylotu ul. Brackiej                            |                      |
| Targ Żydowski                    | linia G-H              | u wylotu ul. Siennej, w pobliżu dzisiejszego Pomnika Adama Mickiewicza         | od początku XVII w.  |
| Kurzy Targ (forum gallinum)      | linia A-B              | u wylotu ul. św. Jana                                                          |                      |
| Targ i skład Solny               | linia A-B              | naprzeciwko Kamienicy Wosińskiej u wylotu ul. Szczepańskiej i ul. Sławkowskiej | od I poł. XIV w.     |
| targ chlebowy                    | Rynek Główny           | zmieniająca się lokalizacji w obrębie Rynku Głównego                           | efemeryczny          |
| targ rybny                       | Rynek Główny           | zmieniająca się lokalizacji w obrębie Rynku Głównego                           | efemeryczny          |
| targ rakowy                      | Rynek Główny           | zmieniająca się lokalizacji w obrębie Rynku Głównego                           | efemeryczny          |
| targ bednarski                   | Rynek Główny           | zmieniająca się lokalizacji w obrębie Rynku Głównego                           | efemeryczny          |
| * targ mięsny                    | * poza Rynkiem Głównym | * Mały Rynek                                                                   |                      |
| * targ staroci                   | * poza Rynkiem Głównym | * Mały Rynek                                                                   | od XVI w.            |
| * targ owocowo-warzywny          | * poza Rynkiem Głównym | * Mały Rynek                                                                   | od 1812 r.           |